# Analiză blockchain
Analiza blockchain este procesul de inspecție, identificare, grupare, modelare și reprezentare vizuală a datelor pe un registru criptografic distribuit cunoscut sub numele de blockchain. Scopul analizei blockchain este de a descoperi informații utile despre diferiții actori care tranzacționează în criptomonedă. Analiza blockchain-urilor publice, cum ar fi bitcoin și ethereum, este adesea efectuată de companii private. Bitcoin a fost asociat de mult timp cu comerțul cu bunuri ilegale pe dark web; acest lucru a fost cazul de când Bitcoin a devenit moneda standard pe Drumul Mătăsii, acum închis.

## Proiectarea
Ingineria ontologică, împreună cu tehnologiile Web semantice, permit modelarea și dezvoltarea semantică a fluxului operațional necesar pentru proiectarea tehnologiei blockchain (TB). Web-ul semantic, conform W3C, „oferă un cadru comun care permite partajarea și reutilizarea datelor în limitele aplicațiilor, ale intreprinderilor și ale comunității,” și deci poate fi văzut ca un integrator pentru diferite conținuturi, aplicații și sisteme de informare. Tim Berners-Lee a avut primul o viziune a puterii rețelelor de date procesate de mașini:
”Am un vis pentru Webul care devine capabil să analizeze toate datele de pe Web – conținutul, legăturile și tranzacțiile dintre oameni și computere. Un „Web semantic”, care face acest lucru posibil, va apare în curând, dar atunci când se va întâmpla, mecanismele zilnice de comerț, de birocrație și 	din viața noastră de zi cu zi vor fi tratate de mașini care vorbesc cu mașinile. „Agenții inteligenți” pe care oamenii i-au căutat de-a lungul veacurilor, se vor materializa în cele din urmă.”
Metadatele și tehnologiile Web semantice au permis aplicarea ontologiilor pentru proveniența cunoașterii. Cercetarea ontologică computațională poate fi utilă în plan economic (inclusiv pentru firme), social, și pentru alți cercetători, contribuind la dezvoltarea aplicațiilor specifice.
Mulți cercetători consideră ontologia computațională ca un fel de filozofie aplicată. În lucrarea „Despre principiile de proiectare a ontologiilor utilizate pentru schimbul de cunoștințe„, Tom Gruber oferă o definiție deliberată a ontologiei ca termen tehnic în domeniul informaticii. Gruber a introdus termenul ca o specificație a unei conceptualizări:
”O ontologie este o descriere (ca o specificare formală a unui program) a conceptelor și a relațiilor care pot exista formal pentru un agent sau o comunitate de agenți. Această definiție este compatibilă cu utilizarea ontologiei ca set de definiții conceptuale, dar mai general. Și este un alt sens al cuvântului decât folosirea lui în filosofie.”
În încercarea de a distanța ontologiile de taxonomii, Gruber a declarat:
”Ontologiile sunt deseori asimilate cu ierarhiile taxonomice ale clasei, definițiilor de clasă și relației de subsumare, dar ontologiile nu trebuie să se limiteze la aceste forme. Ontologiile nu se limitează, de asemenea, la definiții conservatoare – adică definiții în sens logic tradițional care introduc numai terminologia și nu adaugă nicio cunoaștere despre lume. (Enderton 2001) Pentru a specifica o conceptualizare, este necesar să se precizeze axiome care împiedică interpretările posibile pentru termenii definiți.”
Feilmayr și Wöß au rafinat această definiție: „O ontologie este o specificare formală și explicită a unei conceptualizări comune, caracterizată printr-o expresivitate semantică ridicată necesară pentru o complexitate sporită.”
Una din cele mai elaborate ontologii în acest sens este ontologia trasabilității care a ajutat la dezvoltarea ontologiilor TOVE pentru modelarea intreprinderilor, considerată ca sursă principală pentru proiectarea blockchain.
Proiectarea blockchain se bazează pe principiile fundamentale ale arhitecturii Internet: supraviețuirea (comunicațiile pe Internet trebuie să continue în ciuda pierderii de rețele sau gateway), varietatea tipurilor de servicii (mai multe tipuri de servicii de comunicații), varietatea rețelelor (mai multe tipuri de rețele), gestionarea distribuită a resurselor, rentabilitatea, ușurința de a atașa gazdele și responsabilitatea în utilizarea resurselor.

## Modele
Cel mai utilizat sistem de modelare blockchain prin reprezentarea abstractă, descrierea și definirea structurii, a proceselor, a informațiilor și a resurselor, este modelarea intreprinderilor. Modelarea intreprinderii utilizează ontologiile de domeniu folosind limbaje de reprezentare a modelului.
Bazându-se pe proiectarea bazată pe componente, ontologia blockchain descompune blocurile în componente individuale funcționale sau logice și identifică posibilitățile, asistând în proiectarea, implementarea, și măsurarea performanțelor diferitelor arhitecturi de blocuri. Conform lui Paolo Tasca, abordarea metodologică este compusă în principiu din următoarele etape:
1. Studiul comparativ al diferitelor blocuri: analiza vocabularului și a termenilor pentru a rezolva ambiguitățile și dezacordurile
2. Definirea cadrului: identificarea și clasificarea componentelor, definind o ontologie ierarhică
3. Categorisirea nivelelor: sunt introduse și comparate diferite aspecte pentru componentele de la cel mai mic nivel al structurii ierarhice.

Ca orice tehnologie TIC, un blockchain este condus de principiile fundamentale ale descentralizării datelor, transparenței, securității și confidențialității. Alte proprietăți fundamentale ale blockchain includ automatizarea datelor și capacitatea de stocare a datelor.
Conform lui Fox și Gruninger, dintr-o perspectivă de proiectare, un model de intreprindere ar trebui să ofere limbajul folosit pentru a defini în mod explicit o întreprindere. Din perspectiva operațiunilor, modelul intreprinderii trebuie să fie capabil să reprezinte ceea ce este planificat, și ceea ce s-a întâmplat, și să furnizeze informațiile și cunoștințele necesare pentru a sprijini operațiunile. Funcțiile sunt modelate printr-o reprezentare structurată, o reprezentare grafică într-un domeniu definit pentru identificarea nevoilor de informare, identificarea oportunităților și determinarea costurilor. Alte perspective pot fi cele comportamentale, organizaționale sau informaționale.
O modelare funcțională adecvată a TB se concentrează pe proces, folosind patru simboluri în acest scop:
- Proces: Ilustrează transformarea de la intrare la ieșire.
- Stocare: Colectarea de date sau alt fel de material.
- Debit: Deplasarea datelor sau a materialelor în proces.
- Entitate externă: Externă față de sistemul modelat, dar interacționează cu acesta.

Un proces poate fi reprezentat ca o rețea a acestor simboluri. În Dynamic Enterprise Modeling (DEMO), de exemplu, o descompunere se face în modelul de control, modelul de funcții, modelul de proces și modelul organizațional.
Modelarea datelor folosește aplicarea descrierilor formale într-o bază de date. Modelul de date va consta din entități, atribute, relații, reguli de integritate și definiții ale obiectelor, fiind utilizat pentru proiectarea interfeței sau a bazei de date.